# 세로클리스
세로클리스 (Ceroklis) (리투아니아어: Ceruoklis)는 고대 라트비아 신화의 다산의 신이다. 16세기 출처(Ertman Tolgsdorf, Janis Stribin의 작품에서 보았던 Lovonicarum ecclesiarum)와 18세기에 밭과 과일의 신으로 언급된다.  Stanislav Rostovsky는 어떻게 순결한 신인지 언급한다.
황소는 검은 황소, 닭고기와 새끼 돼지, 큰 빵 한 개, 개, 돼지 모양의 두루마리, 두 개의 달걀을 가지고 있었다.  세로클리스에게 식사 시작시에 들판에 비옥함을 주도록 부탁하여 식사의 첫 물기와 음료의 첫 번째 물기를 떨어뜨렸다.